# راهزنان (فیلم ۲۰۰۱)
راهزنان (به انگلیسی: Bandits) فیلمی جنایی-کمدی به کارگردانی بری لوینسون است که در سال ۲۰۰۱ منتشر شد.